# Podstenjšek
Podstenjšek este o localitate din comuna Ilirska Bistrica, Slovenia, cu o populație de 4 locuitori.